# Khatak Chincholi, Bhalki
Khatak Chincholi là một làng thuộc tehsil Bhalki, huyện Bidar, bang Karnataka, Ấn Độ.